# Dermatocarpaceae
Dermatocarpaceae es una familia de líquenes. El talo es escuamuloso o foliáceo, los gonidios Clorofitasson de color verde intenso. Nunca presentan ficobiontes del orden Tentrepohliales.
- Género Dermatocarpon

- Datos: Q5803579